# 솔로몬 케인 (영화)
《솔로몬 케인》(Solomon Kane)은 2009년 공개된 영화이다.
이 영화는 케인이라는 캐릭터에 대한 오리지널 스토리이며, 3부작의 첫 번째 작품으로 기획되었다.

## 줄거리
1600년, 북아프리카에서 해적이었던 솔로몬 케인은 요새 도시를 공격하여 악마들을 만나게 되고, 그에게 죄 많은 삶 때문에 영혼을 사탄에게 빼앗길 것이라는 경고를 받는다. 케인은 이 운명을 거부하고 영국으로 돌아와 수도원에서 속죄를 구하며 폭력을 멀리한다. 그러나 예언적인 꿈을 꾼 후 수도원에서 쫓겨나고, 여행 중 청교도 가족과 함께하게 된다. 이들 가족이 악한 마법사의 추종자들에게 공격당해 딸 메러디스가 납치당하고 가족들은 살해당하자, 케인은 자신의 서약을 깨고 메러디스를 구하기로 결심한다.
케인은 납치된 사람들을 구출하며 마법사의 추종자들과 싸우지만 메러디스를 찾지 못한다. 여정 중 그는 마법사 말라키의 추종자들이 약한 자는 노예로, 강한 자는 군인으로 만들고 있다는 사실을 알게 된다. 과거의 동료들이 말라키에 저항하려 하지만 케인은 이를 거부한다. 하지만 결국 저항군 지도자들과 함께 십자가에 못 박히고, 이때 메러디스의 외침을 듣고 살아남아 그녀를 구해야겠다는 의지를 불태운다.
케인은 마법사 말라키가 자신의 고향에 있다는 것을 알게 되고, 저항군을 이끌어 그의 성에 잠입한다. 그곳에서 그는 자신의 아버지와 가면을 쓴 기사가 그의 형 마커스라는 것을 알게 된다. 마커스는 과거 케인이 죽였다고 생각했지만 사실은 혼수상태에 빠졌었고, 아버지가 악마에게 영혼을 팔아 되살렸던 것이다. 케인은 결국 아버지를 죽이고, 형과 싸워 그를 죽인다. 말라키는 메러디스의 피를 이용해 악마를 소환하려 하지만 케인이 말라키를 죽이고 악마를 소환했던 차원을 봉쇄하면서 둘 다 함께 사라진다.
정신을 차린 케인은 마침내 영혼을 구원받았음을 깨닫고, 아버지와 형을 묻어준 후 메러디스를 그녀의 어머니에게 돌려보낸다. 그는 세상을 떠돌며 악의 세력에 맞서 싸우는 새로운 사명을 받아들인다.

## 출연

### 주연
- 제임스 퓨어포이
- 레이첼 허드 우드
- 막스 폰 시도우

### 조연
- 피트 포스틀스웨이트
- 패트릭 허드 우드
- 제임스 밥슨
- 로라 배러닉
- 제프 벨
- 매튜 블러드-스미스
- 브라이언 카스피
- 존 콤머
- 맥켄지 크룩
- 크리스찬 던클리 클락
- 제이슨 플레밍
- 라이언 제임스
- 앨리스 크리지
- 로리 맥칸
- 안드리아 밀트너
- 케니 밋첼
- 스튜어트 무어
- 베릴 네스빗
- 마크 오닐
- 사무엘 루킨
- 로버트 러셀
- 벤 스틸
- 루카스 스톤
- 고든 트루핏
- 마레크 바슈트
- 필립 웨일리
- 앤드류 휘트로
- 이안 와이트
- 안소니 윌크스
- 필립 윈체스터

## 기타
- 원조: 로버트 E. 하워드
- Line PD: 필립 웨일리
- 미술: 릭키 에어스
- 의상: 존 브룸필드
- 세트: 리 고든
- 배역: 낸시 비솝
- 배역: 존 허바드